# Abies nebrodensis
Abies nebrodensis és una espècie de conífera de la família de les pinàcies endèmica de l'illa de Sicília i en perill crític segons l'UICN.

## Descripció
Els exemplars madurs que sobreviuen són arbres de fins a 10–15 m d'alçada i 0,4-0,6 m de diàmetre de tronc a l'altura del pit, tanmateix s'ha vist que exemplars cultivats poden atènyer els 20 m i els 0,75 m de diàmetre. Com la majoria de les coníferes té un únic tronc i una copa cònica i ampla. L'escorça dels exemplars joves és llisa i de color gris clar però s'esquerda i s'atarongeix amb l'edat. Té un brancatge disposat horitzontalment i branquillons de color verd groguenc. Els borrons són resinosos de forma cònica (8-9 per 4-6 mm.). Les fulles són unes petites acícules disposades espiralment al llarg del branquilló i esteses lateralment en dos plans, fan entre 1 i 2,2 cm de llargada i de 2 a 3,5 mm d'amplada. Són lleugerament corbades a la base, l'anvers és de color verd brillant mentre que l'anvers presenta dues bandes estomàtiques de color més blanquinós, tret característic de la majoria dels Abies. L'àpex de la fulla és variable i pot ser mucronat o acuminat. Els cons pol·línics abundants, d'1,5 a 2 cm de llargada, de color groc verdós. Els cons femenins són erectes, curtament pedunculats, cilíndrics amb un àpex cònic, i fan entre 8 i 12 cm de llargada i 3-4 cm d'amplada quan són joves; són de color verd groguenc quan són immadurs, esdevenint de color marró verdós en madurar. És una espècie molt propera a l'avet blanc (Abies alba), de fet s'havia considerat com una varietat d'aquest. Estudis genètics van demostrar però, que són espècies diferents. Morfològicament es diferencia de l'avet blanc per tenir unes fulles més curtes i uns borrons més resinosos.

## Distribució i Ecologia
És una espècie endèmica de les muntanyes Madonie, una serra situada al nord de l'illa de Sicília, on hi ha un clima mediterrani humit, amb precipitacions de 700-800 mm, hiverns suaus i estius secs i calorosos. Creix sobre sòls esquelètics de naturalesa calcària, al voltant dels 1.500 metres d'altitud. Antigament cobria bona part d'algunes serres septentrionals de l'illa però la seva forta explotació, influïda per a l'ús de la seva fusta, va fer que a principis del segle XX es donés per extingida. L'any 1957 es va redescobrir alguns exemplars i en l'actualitat tan sols sobreviuen en el seu hàbitat natural uns 30 exemplars adults en una petita àrea d'1,5 km². Aquest reduït grup d'arbres no forma un bosc en si, sinó que en la majoria de casos són individus aïllats o en petits grups, acompanyats per Quercus petraea o Fagus sylvatica. També es veu associat amb Juniperus communis, espècie arbustiva que encatifa el sotabosc i en alguns casos pot ajudar a la supervivència dels plançons de l'avet, protegint-los del pasturatge o d'inclemències ambientals.

## Etimologia
L'epítet nebrodensis es refereix a la muntanya Nebrodi, topònim alternatiu i menys comú al de les Muntanyes Madonie, indret del nord de l'illa on habita aquest avet.

## Galeria d'imatges

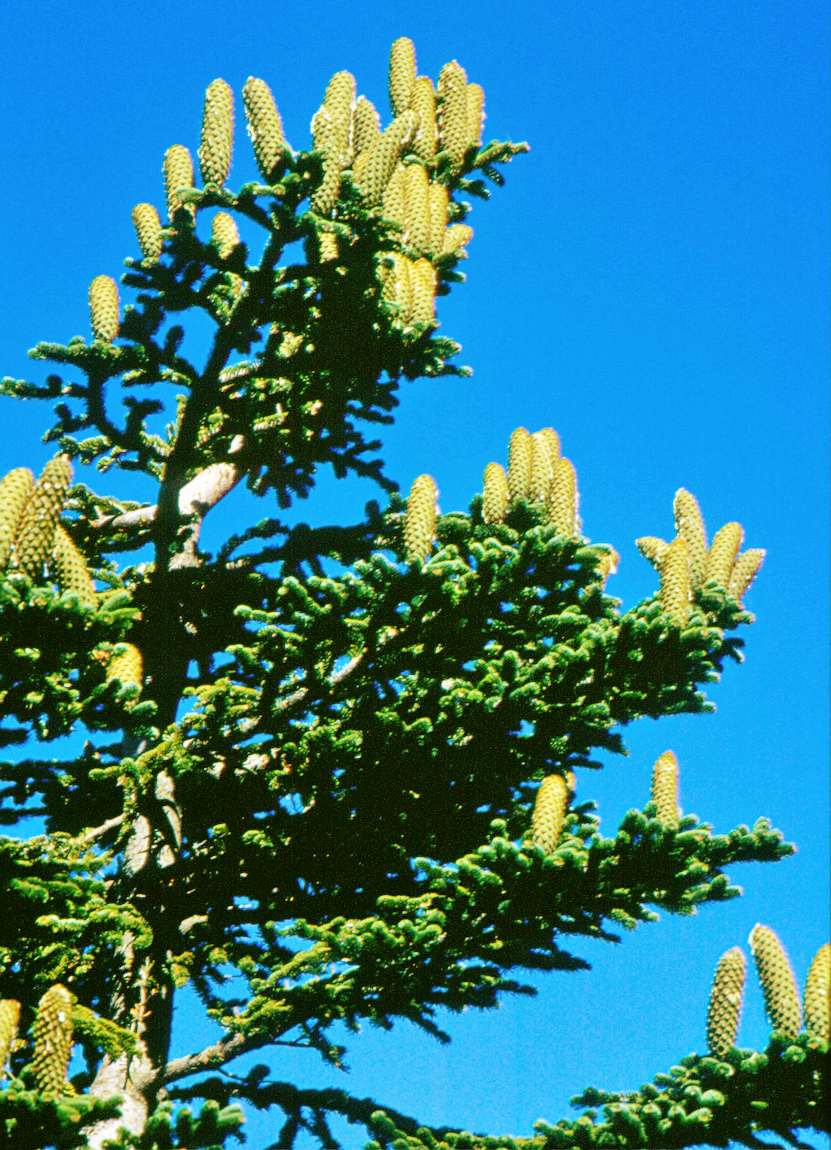
Cons
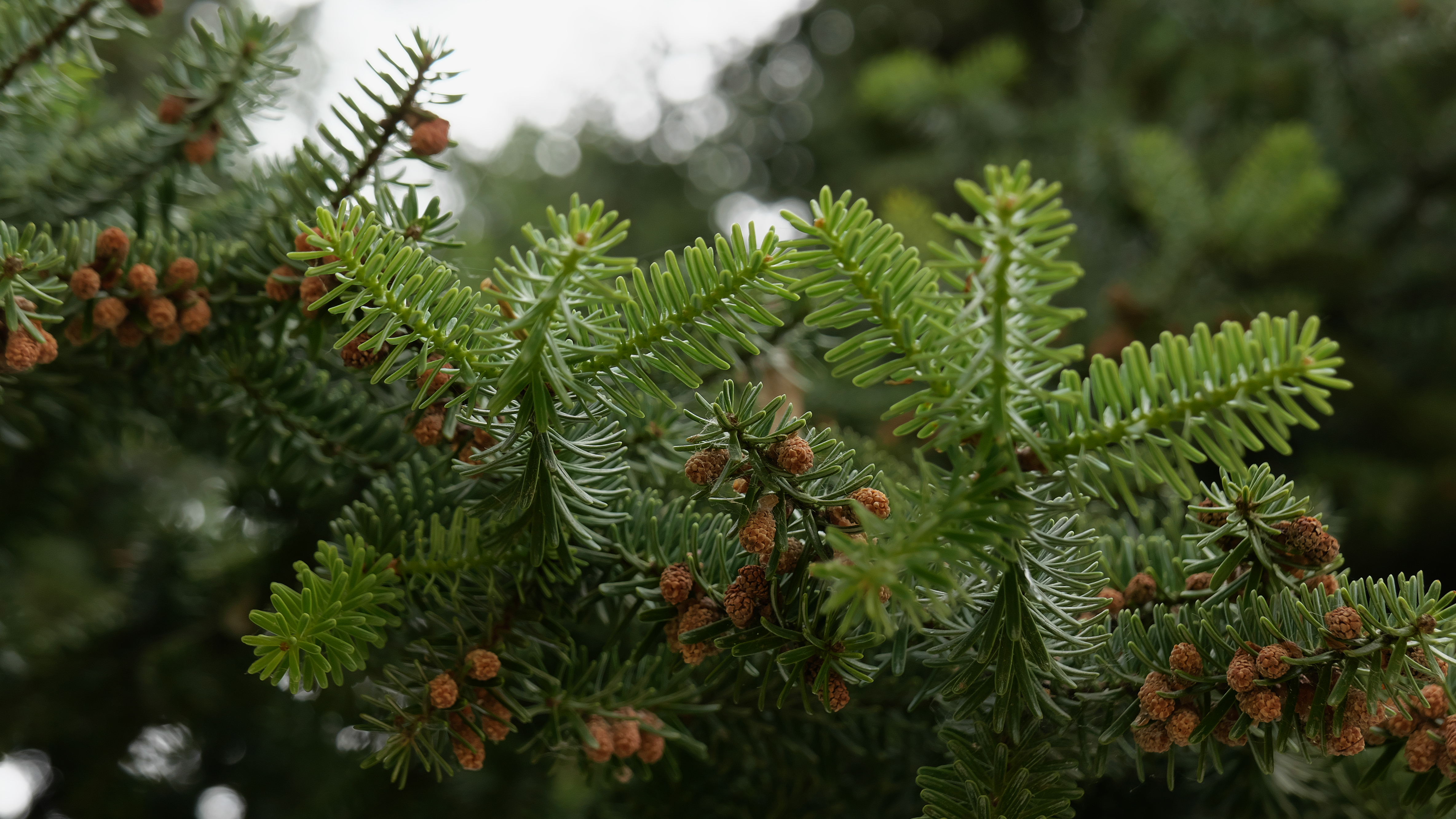
Fulles
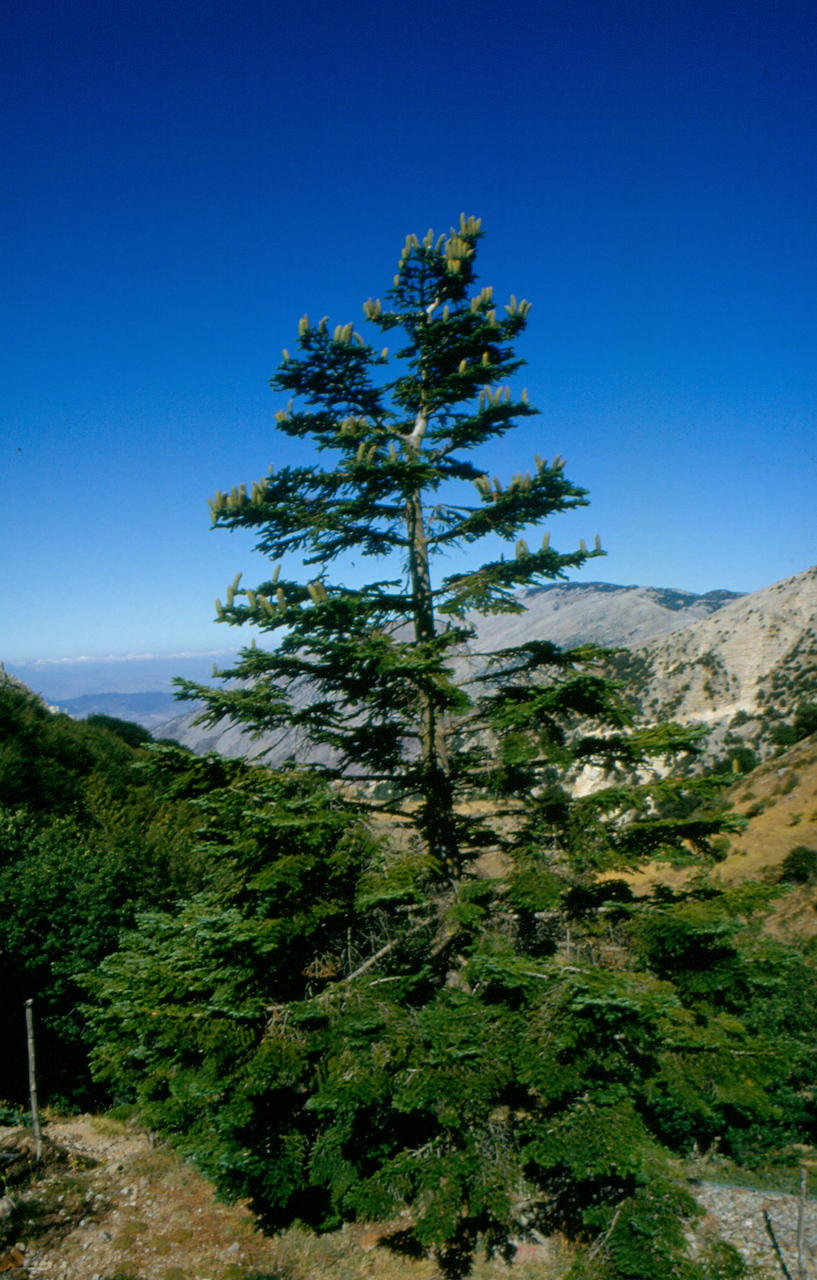
En el seu hàbitat natural
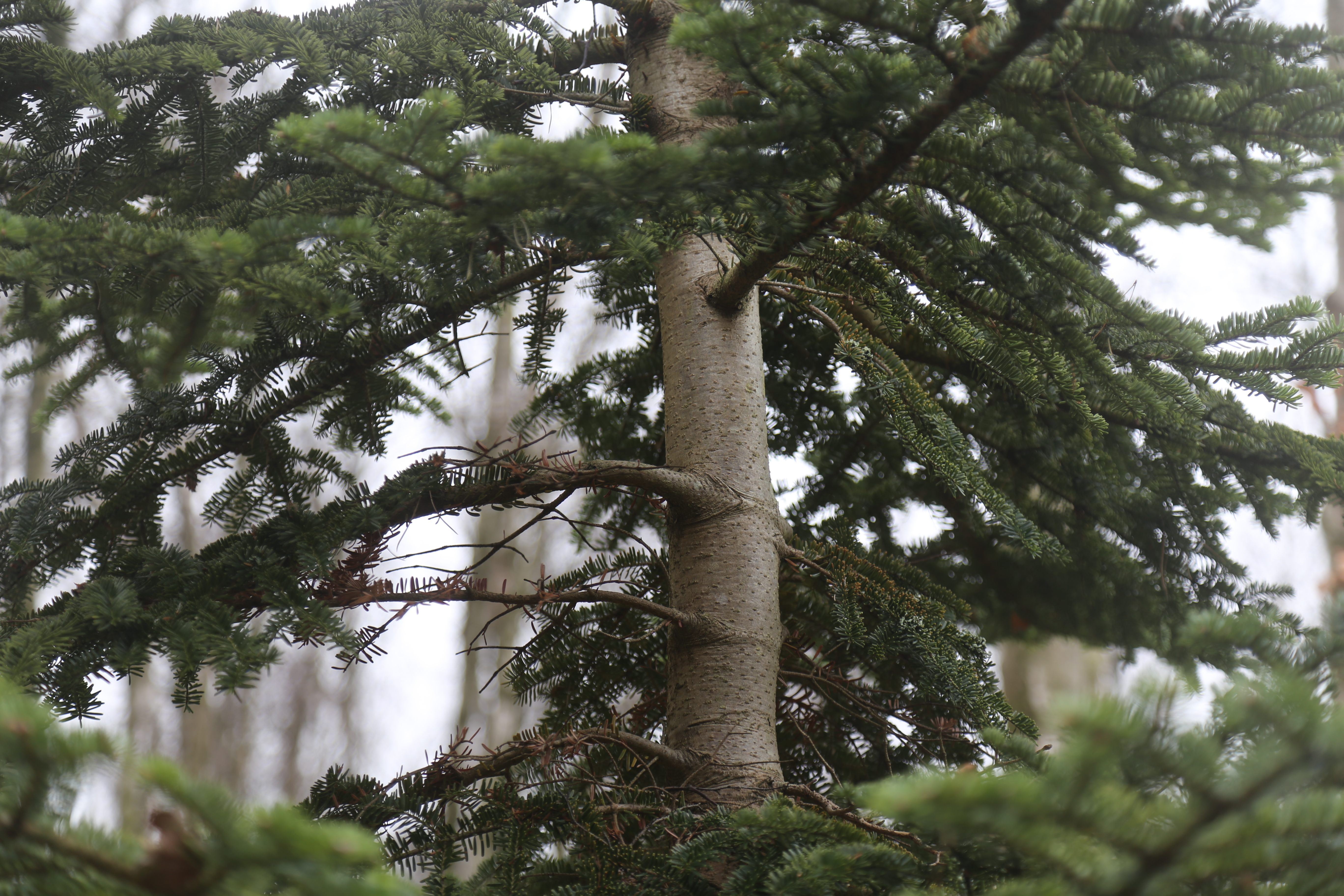
Detall de l'escorça d'un exemplar jove